# Суриковцы

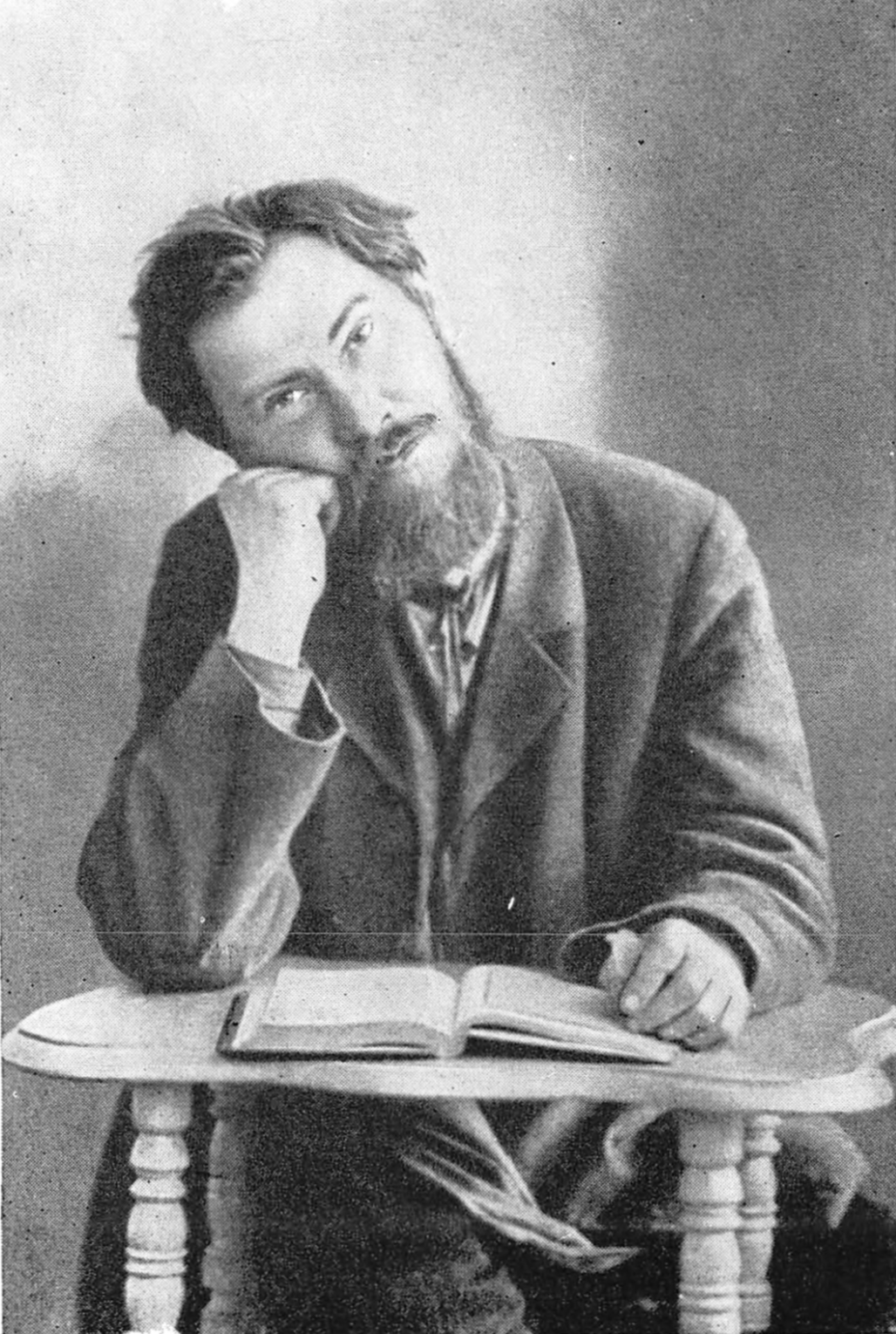
Поэт Иван Суриков (1841—1880)

Суриковцы — московское литературное объединение русских писателей и поэтов, преимущественно самоучек из крестьян и мелких ремесленников, существовавшее в 1872—1921 годах.

## История
Начало существования кружка было положено Иваном Суриковым в 1872 году публикацией коллективного сборника крестьянских поэтов «Рассвет», в котором помимо Сурикова приняли участие Савва Дерунов, Иван Воронин, Степан Григорьев, Матвей Козырев, Иван Родионов, Александр Бакулин, Алексей Разорёнов, Егор Назаров, Михаил Савин, Дмитрий Жаров, Иван Кондратьев и Иван Тарусин. Сборник не пользовался успехом, большая часть тиража в итоге была продана букинисту. Неудача поставила крест на планах выпустить второй сборник. После смерти Сурикова в 1880 году до 1905 года лидерами суриковцев были Иван Белоусов, Матвей Козырев и Савва Дерунов.
Были выпущены сборники «Родные звуки» в 1889 году, «Нужды» и провинциальный сборник «Вологжанин» в 1892 году. В сборник «Родные звуки» вошли стихотворения как старых суриковцев (Алексей Разорёнов, Савва Дерунов, Матвей Козырев, Иван Белоусов), так и молодых авторов (Иван Вдовин, Максим Леонов, В. Лютов, Н. Глухарев, Алексей Слюзов, Яков Егоров, Николай Панов).
В 1902 году образовался «Московский товарищеский писатель кружок из народа», который в 1903 году переименовался в «Суриковский литературно-музыкальный кружок» (устав утверждён в 1905 году). В него вошли писатели, певцы и музыканты из народа. Основателями и видными членами этих кружков были: Максим Леонов, Петр Травин, Филипп Шкулев, Егор Нечаев, Михаил Праскунин, Михаил Логинов-Тихоплесец, Михаил Захаров, Григорий Попов-Завражный, Михаил Савин, Николай Волков, Прохор Горохов, Иван Морозов, Иван Репин, Семен Попов, Иван Зачесов, Александр Широков, Сергей Бодрягин, Иван Юрцев, Герасим Коньков, Пётр Филимонов, Матвей Ожегов, Тимофей Поздняков, Александр Севастьянов, Иван Назаров, Иван Малютин и другие. В 1902—1905 гг. к кружку присоединились С. Ф. Аниканов, С. Ф. Бобриков, Д. П. Варлыгин, Н. И. Волков, П. Г. Горохов, П. Я. Заволокин, Е. К. Кузьмичев, Н. А. Лазарев Темный, М. А. Логинов Тихоплесец, И. И. Морозов, Я. И. Морозов Мащеровский, И. А. Назаров, Н. Д. Никаноров Каринский, С. М. Попов, Г. П. Попов Завражный, М. В. Праскунин, С. С. Степанов, П. П. Филимонов, С. Д. Фомин, М. А. Цыганов и др. (Шруба Манфред. Литературные объединения Москвы и Петербурга 1890—1917 годов: Словарь. М.: Новое литературное обозрение, 2004. — 448 с., ил. С.131 пр.столбец).
В 1905 году вышел сборник «Под звон кандалов», в котором встречались протестные настроения, его тираж был конфискован, а авторы привлечены к суду. В 1907—1912 годах кружок выпускал газеты «Простое слово» и «Простая жизнь», далее журнал «Молодая воля» и газету «Наша пашня», наиболее долго издавалась газета «Доля бедняка» (1909—1912). Также выходили сатирические журналы «Остряк», «Балагур», «Рожок». Программа изданий тяготела к либеральному народничеству и толстовству. В 1914 году был предпринят выпуск журнала «Друг народа» антивоенной направленности. Кружком было выпущено около 40 литературных сборников. Кружок располагался в доме 9 по Садовнической улице.
В 1900-е годы членами объединения стали Прохор Горохов, Григорий Деев-Хомяковский, Спиридон Дрожжин, Сергей Кошкаров (Заревой), Фёдор Кислов, Максим Леонов, Иван Морозов, Егор Нечаев, Михаил Праскунин, Пётр Травин, Семён Фомин, Иван Назаров, Филипп Шкулёв; в работе кружка некоторое время принимали участие Сергей Есенин, Николай Клюев, Сергей Клычков, Сергей Обрадович, Александр Ширяевец, Пётр Орешин, Алексей Чапыгин и др.
Примечательно, что походы в кружок дали старт близким отношениям между Сергеем Есениным и Анной Изрядновой.
В 1921 году большинство суриковцев вошли во Всероссийский союз крестьянских писателей (с 1925 — Всероссийское общество крестьянских писателей). Некоторые оставались в кружке до 1933 года.

## Издания
- И. З. Суриков и поэты-суриковцы. [Вступ. ст. Е. С. Калмановского], М.— Л., 1966.
- Живые голоса. Литературные страницы прошлого. [Вступ. ст. А. В. Прямкова], Ярославль, 1971.